# الملفات الأفغانية
الملفات الأفغانية هي مجموعة من وثائق قوة الدفاع الأسترالية حول عمليات القوات الخاصة الأسترالية في أفغانستان. تم تسريب الوثائق إلى هيئة الإذاعة الأسترالية (ABC) بواسطة ديفيد ماكبرايد، حيث نشرت سبع قصص. غطت الوثائق مجموعة واسعة من المواضيع، لكن أبرزها وصفت بالتفصيل حالات متعددة من قتل غير مشروع لرجال وأطفال عزل. ردًا على التسريب داهمت الشرطة الاتحادية الأسترالية مكاتب ABC في يونيو 2019، وصادرت جميع المواد المتعلقة بالموضوع.

## القضايا التي نوقشت

### مشاكل مع ثقافة التنظيم
أثارت الوثائق مخاوف بشأن «الثقافة التنظيمية» ومنها «ثقافة المحارب»، مع القلق بشكل خاص حول إزالة الحساسية والانحراف في القيم بين نخبة جنود الخدمة الجوية الخاصة الذين يخدمون في أفغانستان. بالإضافة إلى ذلك أشارت الوثائق إلى انقسام عميق بين وحدتي النخبة اللتين تشكلان غالبية القوات الخاصة.

### القتل غير المشروع
احتوت تلك الوثائق على حوالي 10 روايات عن عمليات قتل غير قانونية لرجال وأطفال عزل. هناك حادثتان وقعتا في سبتمبر 2013 قيد التحقيق عند المفتش العام لقوات الدفاع الأسترالية. تضمنت هذه الحوادث مقتل رجل يُدعى بسم الله آزادي وابنه صادق الله في غارة أسترالية في ولاية أروزكان، عندما صوب بسم الله مسدسًا على جنود القوات الجوية الخاصة. وخلافًا لتقارير الجنود، فقد عثرت الشرطة على بسم الله وصادق الله في الفراش بجانب بعضهما البعض في اليوم التالي، ويبدو أنهما قُتلا أثناء النوم. كما احتوت الوثائق على تقرير عن معتقل كان لوحده، وأطلق عليه جندي النار بعد زعمه أنه حاول الاستيلاء على سلاحه. وبعد تلك الحوادث، قتلت القوات الأسترالية سائق دراجة نارية أفغاني وجرحت راكبة معه في سنة 2013. وأثارت هذه الحادثة غضب السلطات الأفغانية، التي هددت بوقف العمل مع أستراليا ما لم يتوقف قتل المدنيين العزل.

### حادثة الأيادي المقطوعة
قدمت الملفات نظرة ثاقبة حول رد الجيش الأسترالي خلفية حادثة قطع فيها جندي من القوات الخاصة أيادي المتمردين الأفغان. قبل الحادث كانت القوات الخاصة تبحث عن هدف ذو أولوية أسترالية قصوى يحمل الاسم الرمزي «الهدف سيف ذو حدين»، وهو قائد طالباني كبير مسؤول عن العديد من الهجمات. شاركت طائرات هليكوبتر وأكثر من 120 جنديًا في البحث. خلال معركة في ولاية زابل، قتل أربعة من طالبان. فقام عريف من القوات الخاصة بتفتيش الجثث، ثم قطع بمشرط يد واحدة لكل قتيل. فكانت القوات مطالبة بجمع بصمات الأصابع ومسح عيون كل عضو من طالبان يقتل إن أمكن. إلا أن تشويه الموتى يعد انتهاكًا لقوانين الحرب. فأبلغ الكابتن أندرو هاستي المنزعج مما جرى عن الحادث حسب تسلسل القيادة. وألقت قيادة القوات اللوم إلى جلسة تدريب رسمية عقدت قبل تسعة أيام فقط، حيث وافق اثنان من الخبراء صراحة على إزالة الأيدي.

## اقتحام الشرطة وتحقيقاتها
في 5 يونيو 2019 داهمت الشرطة الاتحادية الأسترالية المقر الرئيسي لـ ABC في سيدني لمدة ثماني ساعات، يقال إنه بسبب الملفات الأفغانية، كانت هناك وكالة أخرى من المحتمل أن تكون المخابرات الأسترالية أو مديرية الإشارات الأسترالية موجودة أيضًا. أثناء المداهمة أُجبر محامو هيئة ABC على تفسير المذكرة والعمل مع الشرطة الاتحادية لضمان عدم الإفراج عن المعلومات السرية التي لا تدخل في اختصاص المذكرة. قوبلت المداهمة على الفور بانتقادات عامة واسعة النطاق، وكشف طلب حرية المعلومات في الحادث أن الشرطة الاتحادية كانت تستهدف الصحفيين عن قصد، وأنه تم النظر في محاكمتهم. بعد المداهمة بدأت ABC بمقاضاة ضد الشرطة الاتحادية الأسترالية، بدعوى أن المذكرة فضفاضة جدًا وبالتالي غير قابلة للتنفيذ.
وفي فبراير 2020 رفضت المحكمة الفيدرالية الدعوى، فبدأت الشرطة الاتحادية بعملية الوصول إلى الملفات المصادرة بينما سارعت ABC للحصول على أمر قضائي.
في يونيو 2020 أرسلت الشرطة الاتحادية موجزًا بالأدلة إلى المدعي العام الفيدرالي، وأوصت بتوجيه التهم إلى الصحفي دان أوكس لخرق سرية الملفات الأفغانية. نظرًا لأنها كانت قضية بارزة، فقد تطلب الادعاء أيضًا الموافقة النهائية من المدعي العام الأسترالي آنذاك كريستيان بورتر. وفي أكتوبر 2020 أعلن مكتب النائب العام لأستراليا بأنهم لن يحاكموا أوكس أنه على الرغم من اعتقادهم أنهم سينجحون في إدانته بعدة تهم.

## استفسار مجلس الشيوخ
بعد المداهمة على مكاتب ABC، بالإضافة إلى مداهمة أخرى للشرطة الاتحادية على منزل الصحفية نيوز كورب أنيكا سميثورست في الشهر نفسه، أضحى ذلك موضوع تحقيق لمجلس الشيوخ في لجنة مراجع البيئة والاتصالات حول حرية الصحافة. فالتقرير النهائي الذي نُشر في مايو 2021 قدم 17 توصية، ومنها الإصلاحات المقترحة للقوانين التي لديها القدرة على تجريم صحافة المصلحة العامة، بالإضافة إلى مقترحات لتحسين الحماية الفيدرالية للمبلغين عن المخالفات.

## وصلات خارجية
- Oakes، Dan؛ Clark، Sam (11 يوليو 2017). "الملفات الأفغانية تكشف الأسرار القاتلة للقوات الخاصة الأسترالية". ABC News. مؤرشف من الأصل في 2020-04-22. (المقالة الأصلية)